# Гауптманство

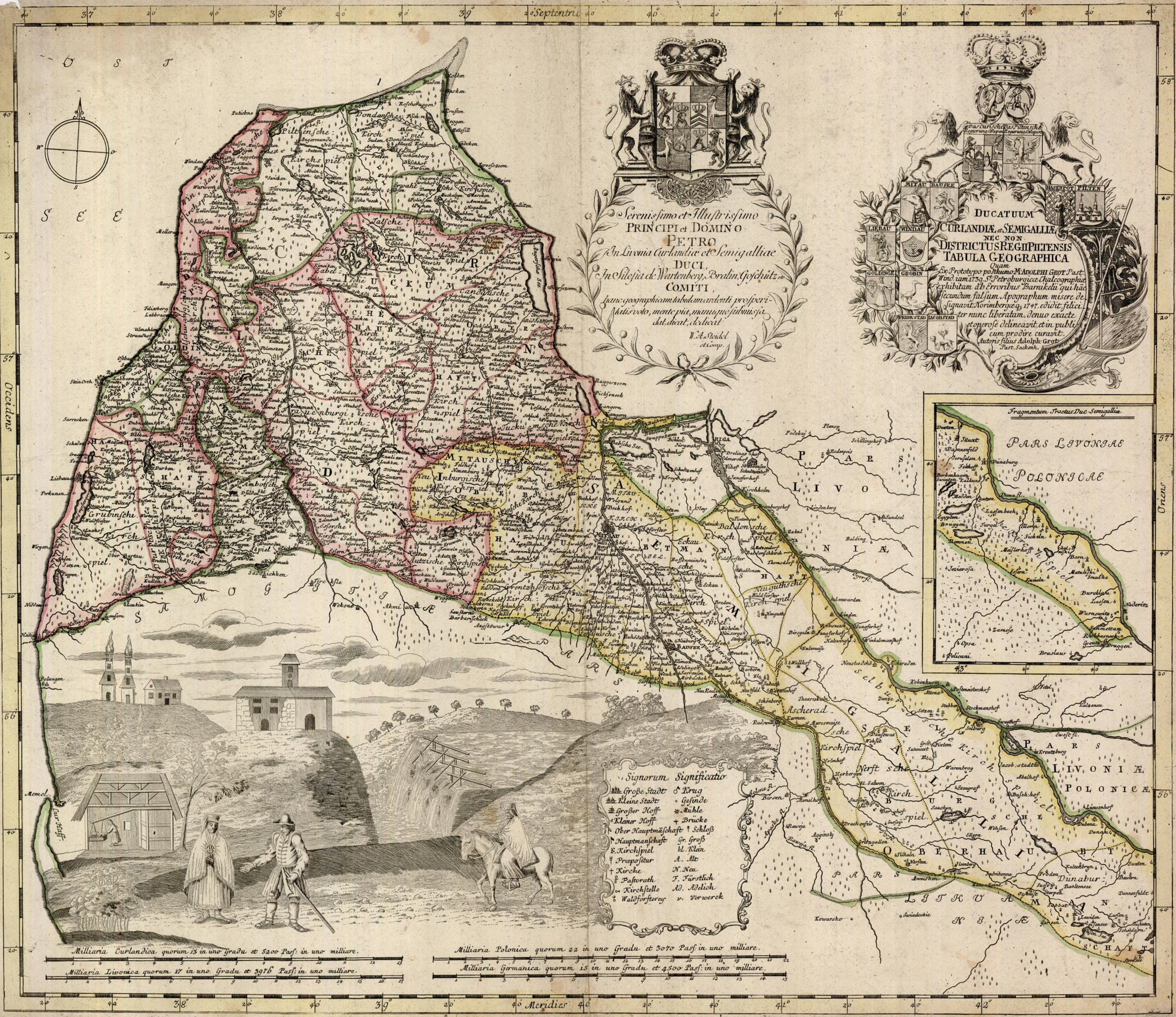
Адміністративний поділ герцогства в 1770 р.

Гауптма́нство (нім. Hauptmannschaft / Hauptmanschaft, «капітанство»; латис. pilskunga tiesa) — адміністративно-територіальна одиниця повітового рівня на чолі з гауптманом (старостою, «молодшим капітаном», лат. Capitanei minores) у герцогстві Курляндії та Семигалії (1650—1795), а також у Курляндському намісництві (1795—1796) та губернії (1796—1819) Російської імперії. Кожне гауптманство мало свій гауптманський суд, якому належала судова і виконавча в межах округу. Наприкінці XVIII ст. при гауптманах працювали ассесор, актуарій і декілька канцеляристів. Гауптамнства поділялися на парафії. Два або більше гаутманства складали окреме обер-гауптманство. Інші перекладні назви — ста́роство (пол. nadstarostwo), моло́дше капіта́нство тощо.

## Історія
Після постання герцогства Курляндії і Семигалії на землях Тевтонського ордену в Лівонії відбулася адміністративна реорганізація. Орденських комтурів замінили обер-гауптманами (лат. Capitanei Majores), а фогтів — гауптманами (лат. Capitanei Minores). Перші обиралися шляхтою герцогства і судили шляхту в шляхетських маєтностях, а останні призначалися герцогом і судили селян та інших, які мешкали в герцогських маєтностях. Обер-гауптманів було чотири, а гауптманів — вісім.
Місцем засідання гауптманів були Віндава, Гробін, Дурбен, Шрупден, Фрауебург, Кандау, Бауске і Доблен. Справи, які вони вирішували поступали до гофгеріхту, або подавалися безпосередньо самому герцогу на затвердження.
Наприкінці XVIII ст. до кожного гауптмана були приставлені асесор, актуарій і декілька канцелярських слуг. Під головування гауптамана вони разом складали гауптманський суд (нім. Hauptmannsgericht).
Після приєднання герцогства до Росії кількість гауптманських судів неодноразово змінювалася. 13 березня 1819 року Курляндську губернію поділили на 5 обер-гауптманств, кожне з поділялося на 2 гауптманства, що мали гауптманські суди: Добленський, Бауський, Фрідріхштатський, Іллукський, Гольдінгенський, Віндавський, Тукумський (Туккумський), Тальсенський, Газенпотський і Гробінський. До складу суду входили гауптман, 2 дворянські асесори, 1 актуарій, канцеляристи і судовий пристав.
Змінилися не лише склад і кількість гауптманських судів, але й функції. Так, від 26 травня 1812 року обергауптманські суди займалися справами державних і поміщицьких селян, а гауптманські суди частково здійснювали поліцейсько-виконавчу владу в державних і дворянських маєтностях. Гауптмани стали обиралися дворянством з числа ассесорів гауптманського чи повітого суду, або мирових суддів, що прослужили 3 роки у цьому заванні. Кандидатом у гауптмани міг бути лише дворянин із вищою освітою, отриманою в одному з російських університетів.
Гауптмани і асесори обиралися пожиттєво і затверджувалися головним керівником губернії. Він призначав одного із двох кандидатів, яких висували губерське правління.
Акутарія, канцеляристів і пристав обирав сам гауптманський суд, за ухвали губернського правління.
Повноваження гауптманських судів були схожі із земськими судами у інших російських губерніях, проте вони мали право на попереднє розслідування, накладання секвестрів, складання описів, виконання вироків, а також розгляд дрібних справ на території гауптманства. Апеляцію на рішення гауптманського суду подавли до губернського управління.
Гауптманському суду підлягали всі особи, які перебували в гауптманстві, незалежно від їхнього звання чи стану.

## Список
- Гольдінгенське обер-гауптманство (нім. Oberhauptmannschaft Goldingen)
  - Гро́бінське гауптма́нство (нім. Grobinsche Hauptmannschaft, латис. Grobiņas pilskunga tiesa), адміністративний центр — Гробін (нім. Grobin; сучасна Гробіня)
    - Гробінська парафія (нім. Grobinsche Kirchspiel, латис. Grobiņas draudzes novads)
- Зельбурзьке обер-гауптманство (нім. Oberhauptmannschaft Selburg)
- Мітавське обер-гауптманство (нім. Oberhauptmannschaft Mitau)
- Тукумське обер-гауптманство (нім. Oberhauptmannschaft Tuckum)

### Монографії
- Arbusov, Leonid. Grundriss der Geschichte Liv-, Est- und Kurlands. — Riga: Jonck und Poliewsky, 1918.

### Довідники
- Гауптманство // Энциклопедический лексикон. Санкт-Петербург, 1838. Том 13, C. 360—361.
- Чудинов А.Н. Словарь иностранных слов, вошедших в состав русского языка. 1910.